# Franz Neruda
Frantizek (Franz) Xaver Viktor Neruda, född 3 december 1843 i Brünn (nu Brno i Tjeckien), död 20 mars 1915 i Köpenhamn, var en tysk-dansk (mährisk) cellist och tonsättare. Han var son till Josef Neruda och bror till Wilma Neruda. Franz Neruda är begravd på Vestre Kirkegård i Köpenhamn.
Neruda kom tidigt ut på konsertresor med sin far och sina systrar och uppträdde första gången i Stockholm 1861. 1864-76 var han anställd vid Det kongelige Kapel i Köpenhamn. 1870 grundade han Nerudakvartetten bestående av Anton Svendsen som 1:e violinist, Nicolaj Hansen senare Holger Møller som 2:e violinist, Christian Pedersen som altviolinist och Neruda som cellist. Kvartetten gav regelbundna konserter i Köpenhamn och gästade ofta Sverige. 1892 blev Neruda dirigent vid Musikforeningen i Köpenhamn efter Niels W. Gade och verkade samtidigt som anförare av Musikföreningen i Stockholm. År 1869 utnämndes han till kunglig kammarmusikus och erhöll 1893 professors titel.
Neruda var en violoncellist av hög rang men undervisade endast undantagsvis i violoncellspel. Som lärare i pianospel var han däremot mycket anlitad. Hans kompositioner utgörs av arbeten för violoncell, pianomusik, orkestersviten Aus dem Böhmerwald med mera.
Neruda invaldes den 17 december 1890 som utländsk ledamot nr 182 av Kungliga Musikaliska Akademien.

## Utmärkelser
- Riddare av Dannebrogorden,  1878[7]
- Dannebrogsmännens hederstecken,  1911[7]
- Förtjänstmedaljen i guld,  1913[7]

[Redigera Wikidata]